# Indianapolis 500 in 1968
De 52e Indianapolis 500 werd gereden op donderdag 30 mei 1968 op de Indianapolis Motor Speedway. Amerikaans coureur Bobby Unser won de race.

## Startgrid
| Rij | Binnen            | Midden           | Buiten            |
| --- | ----------------- | ---------------- | ----------------- |
| 1   | Joe Leonard       | Graham Hill      | Bobby Unser       |
| 2   | Mario Andretti    | Lloyd Ruby       | Al Unser          |
| 3   | Roger McCluskey   | A.J. Foyt        | Gordon Johncock   |
| 4   | Dan Gurney        | Art Pollard      | Wally Dallenbach  |
| 5   | Jim McElreath     | Jim Malloy       | Jerry Grant       |
| 6   | Jochen Rindt      | Mel Kenyon       | Bud Tingelstad    |
| 7   | Ronnie Bucknum    | Denny Hulme      | Johnny Rutherford |
| 8   | Gary Bettenhausen | Bill Vukovich II | Bob Veith         |
| 9   | Bobby Grim        | Ronnie Duman     | Mike Mosley       |
| 10  | Carl Williams     | George Snider    | Jim Hurtubise     |
| 11  | Sammy Sessions    | Arnie Knepper    | Larry Dickson     |

## Race
Bobby Unser nam in de 192e ronde de leiding over van "polesitter" Joe Leonard nadat deze laatste opgaf met mechanische pech. Drie coureurs reden tijdens de race aan de leiding, Leonard (31 ronden), Ruby (42 ronden) en Unser (127 ronden).
| #                                                                            | Coureur               | Auto                  | Ronden | Opgave     |
| ---------------------------------------------------------------------------- | --------------------- | --------------------- | ------ | ---------- |
| 1                                                                            | Bobby Unser           | Eagle-Offenhauser     | 200    |            |
| 2                                                                            | Dan Gurney            | Eagle-Ford            | 200    |            |
| 3                                                                            | Mel Kenyon            | Gerhardt-Offenhauser  | 200    |            |
| 4                                                                            | Denny Hulme           | Eagle-Ford            | 200    |            |
| 5                                                                            | Lloyd Ruby            | Mongoose-Offenhauser  | 200    |            |
| 6                                                                            | Ronnie Duman          | Brabham-Offenhauser   | 200    |            |
| 7                                                                            | Bill Vukovich II (R)  | Shrike-Offenhauser    | 198    |            |
| 8                                                                            | Mike Mosley (R)       | Watson-Offenhauser    | 197    |            |
| 9                                                                            | Sammy Sessions (R)    | Finley-Offenhauser    | 197    |            |
| 10                                                                           | Bobby Grim            | Mongoose-Offenhauser  | 196    |            |
| 11                                                                           | Bob Veith             | Gerhardt-Offenhauser  | 196    |            |
| 12                                                                           | Joe Leonard           | Lotus-Pratt & Whitney | 191    | Mechanisch |
| 13                                                                           | Art Pollard           | Lotus-Pratt & Whitney | 188    | Mechanisch |
| 14                                                                           | Jim McElreath         | Coyote-Ford           | 179    | Mechanisch |
| 15                                                                           | Carl Williams         | Coyote-Ford           | 163    | Ongeval    |
| 16                                                                           | Bud Tingelstad        | Gerhardt-Ford         | 158    | Mechanisch |
| 17                                                                           | Wally Dallenbach      | Finley-Offenhauser    | 148    | Mechanisch |
| 18                                                                           | Johnny Rutherford     | Eagle-Ford            | 125    | Ongeval    |
| 19                                                                           | Graham Hill           | Lotus-Pratt & Whitney | 110    | Ongeval    |
| 20                                                                           | A.J. Foyt             | Coyote-Ford           | 86     | Mechanisch |
| 21                                                                           | Ronnie Bucknum (R)    | Eagle-Ford            | 76     | Mechanisch |
| 22                                                                           | Jim Malloy (R)        | Vollstedt-Ford        | 64     | Mechanisch |
| 23                                                                           | Jerry Grant           | Eagle-Ford            | 50     | Mechanisch |
| 24                                                                           | Gary Bettenhausen (R) | Gerhardt-Offenhauser  | 43     | Ongeval    |
| 25                                                                           | Arnie Knepper         | Vollstedt-Ford        | 42     | Ongeval    |
| 26                                                                           | Al Unser              | Lola-Ford             | 40     | Ongeval    |
| 27                                                                           | Gordon Johncock       | Gerhardt-Offenhauser  | 37     | Mechanisch |
| 28                                                                           | Larry Dickson         | Hawk II-Ford          | 24     | Mechanisch |
| 29                                                                           | Roger McCluskey       | Eagle-Offenhauser     | 16     | Mechanisch |
| 30                                                                           | Jim Hurtubise         | Mallard-Offenhauser   | 9      | Mechanisch |
| 31                                                                           | George Snider         | Mongoose-Ford         | 9      | Mechanisch |
| 32                                                                           | Jochen Rindt          | Brabham-Repco         | 5      | Mechanisch |
| 33                                                                           | Mario Andretti        | Hawk III-Ford         | 2      | Mechanisch |
| Gemiddelde snelheid : 246,040 km/h - Snelste Ronde : Lloyd Ruby, 271,44 km/h |                       |                       |        |            |